# باشگاه فوتبال زاکسن لایپزیگ
باشگاه فوتبال زاکسن لایپزیگ (انگلیسی: FC Sachsen Leipzig) باشگاه فوتبالی است که در شهر لایپزیگ در ایالت زاکسن قرار گرفته و در سال ۱۸۹۹ تأسیس شده‌است.